# Silvia Moser (Politikerin)
Silvia Moser (* 21. August 1965) ist eine österreichische Politikerin der Grünen. Seit März 2018 ist sie Abgeordnete zum Landtag von Niederösterreich.

## Leben

### Ausbildung und Beruf
Silvia Moser begann nach der Matura am Bundesgymnasium und Bundesrealgymnasium Zwettl ein Psychologiestudium an der Universität Wien, das sie 1991 als Magistra abschloss. An der Donau-Universität Krems beendete sie 2007 den Lehrgang Supervision, Coaching und Organisationsentwicklung als Master of Science (MSc). Von 1994 bis 1999 war sie beim Wirtschaftsförderungsinstitut (WIFI) in Gmünd in der Berufs- und Bildungsberatung tätig. Seit 1992 ist sie Sachwalterin und seit 2005 Bewohnervertreterin beim niederösterreichischen Landesverein für Sachwalterschaft und Bewohnervertretung (NÖLV, siehe VertretungsNetz). Seit 2003 ist sie zudem freiberufliche Psychologin und Supervisorin mit eigener Praxis in Zwettl.

### Politik
Silvia Moser gehört seit 2005 dem Gemeinderat in Zwettl an, wo sie seit 2007 auch Obfrau der Grünen und seit 2009 Fraktionssprecherin der Fraktion der Grünen Gemeinderäte ist. Seit 2011 ist sie Mitglied im Landesausschuss der Grünen Niederösterreich. In ihrer Funktion als Obfrau des Grünen Gemeindevertreterverbandes ist sie kooptiertes Mitglied des Landesparteivorstandes der Grünen Niederösterreich.
Bei der Landtagswahl in Niederösterreich 2018 kandidierte sie hinter Helga Krismer-Huber und Georg Ecker auf dem dritten Platz der Landesliste. Am 22. März 2018 wurde sie in der konstituierenden Landtagssitzung der XIX. Gesetzgebungsperiode als Abgeordnete zum Landtag von Niederösterreich angelobt. Zu ihren Schwerpunkten zählen Gesundheit, Frauen, Soziales, Senioren und Kommunales. Moser ist Vorstandsmitglied im Regionalverband Waldviertel.
Nach dem im Juli 2021 angekündigten Rückzug von Ewald Gärber als Stadtrat übernahm sie dessen Stadtrat-Funktion in Zwettl. Nach den Gemeinderatswahlen in Niederösterreich 2025 verzichtete sie auf ihr Gemeinderatsmandat.